# Vương quốc Lavo
Vương quốc Lavo (tiếng Thái: เมืองละโว้; Hán-Việt: La Oa 羅渦) là một thể chế chính trị ở tả ngạn sông Chao Phraya trong thung lũng Thượng Chao Phraya, tồn tại từ khoảng thế kỷ 7 cho đến năm 1388. Trung tâm ban đầu của nó chính là Lavo (nay ở tỉnh Lopburi), sau đó dịch chuyển xuống phía nam tới Ayodhaya khoảng thế kỷ 11. Các nghiên cứu khảo cổ đã phát hiện ra các bia ký bằng tiếng Môn có ghi chép về đất nước này mà tên nước bằng tiếng Môn là Saruka Lavo. Tuy nhiên, vẫn chưa rõ chủ nhân của vương quốc này là dân tộc nào. Một số nghiên cứu cho rằng dân cư của Lavo gồm cả người Môn và người Lawa (một sắc tộc nói ngôn ngữ Palaung), và người Môn nắm quyền cai trị. Cũng có giả thuyết rằng người Thái đã từ phía bắc di cư xuống địa bàn này từ thời vương quốc Lavo.

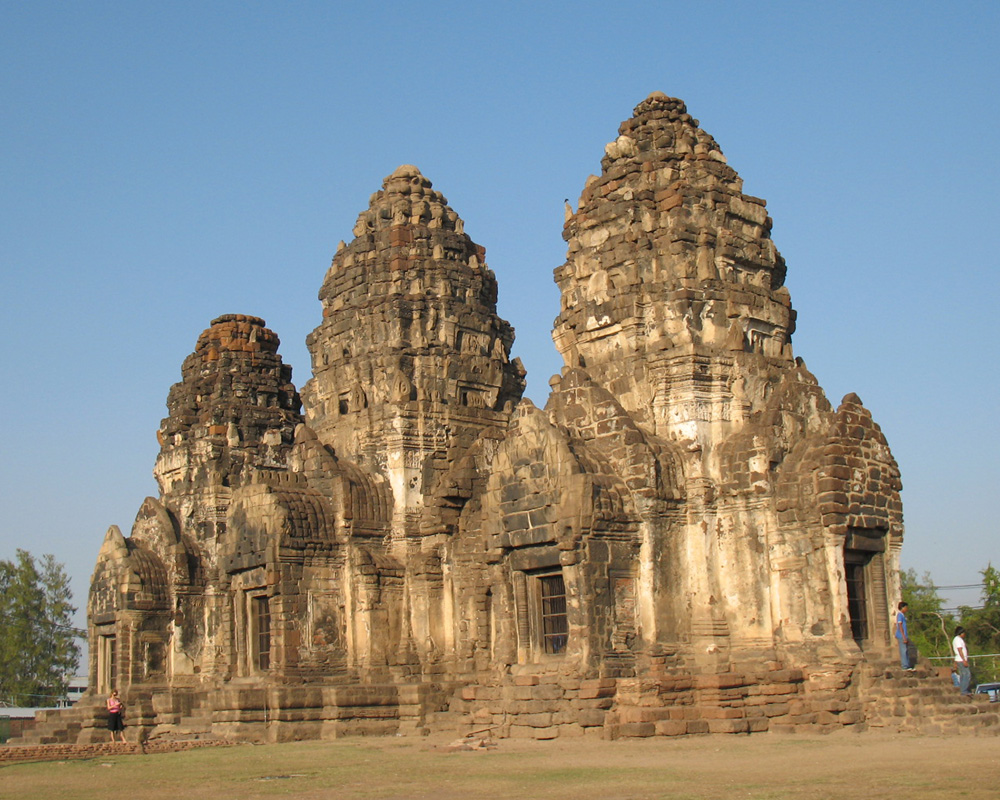
Chùa Prang Sam Yot ở tỉnh Lopburi có kiến trúc kiểu Angkor.

Năm 1087, Pagan đã xâm lược Lavo. Tuy quân Pagan bị đẩy lui, nhưng Lavo vẫn phải rời trung tâm chính trị của mình về Ayodhaya. Vua Jayavarman VII của Khmer xâm lược Lavo. Từ đó Lavo chịu ảnh hưởng của văn hóa và tôn giáo Angkor. Năm 1239, một thủ lĩnh người Thái là Sri Indraditya đã li khai và lập nên vương quốc Sukhothai. Sau đó, lãnh thổ của Lavo dần dần bị các triều đại của người Thái xâm chiếm hết.